# (5319) Petrovskaya
(5319) Petrovskaya (1985 RK6) – planetoida z pasa głównego asteroid okrążająca Słońce w ciągu 3,39 lat w średniej odległości 2,26 au Odkryta 15 września 1985 roku.